# Gila nigra
Gila nigra es una especie de peces Cypriniformes de la familia Cyprinidae.

## Hábitat
Es un pez de agua dulce.

## Distribución geográfica
Se encuentra en Arizona (Estados Unidos ).